# هدف دقیق
هدف دقیق (به انگلیسی: Perfect Target) یک فیلم ویدئویی آمریکایی در ژانر فیلم اکشن و دلهره‌آور محصول سال ۱۹۹۷ میلادی به کارگردانی شلدون لتیچ با بازی دنیل برنهارت است.

## خلاصه داستان
داستان این فیلم دربارهٔ مأموریتی است که به یک سرباز مزدور سابق توسط سازمان‌های امنیتی به منظور ایجاد امنیت برای یک رئیس‌جمهور یک کشور خارجی داده می‌شود.

## بازیگران
- دنیل برنهارت در نقش دیوید بنسون
- جیم پریری در نقش میگل رامیرز
- دارا تومانوویچ در نقش ترزا رامیرز
- رابرت انگلوند در نقش سرهنگ شاکول
- برایان تامپسون
- جولیتا روزن
- ماریو ایوان مارتینز در نقش رئیس‌جمهور کاسایلاس
- باب کوهر
- اسکار دیلون
- رامیرو گونزالس
- جیمی هفنر
- پدرو کاستیلو

## تولید
فیلمبرداری در پورتو بایارتا، خالیسکو، واقع در کشور مکزیک با بودجه ۲ میلیون دلاری در دو هفته انجام شد.

## انتشار
این فیلم در تاریخ ۲۸ آوریل ۱۹۹۷ به‌طور مستقیم به ویدیو منتشر شد. این فیلم ویدئویی در ایالات متحده در تاریخ ۱۱ سپتامبر، ۱۹۹۹ منتشر شد.